# Breaking My Heart
Breaking My Heart è un singolo del cantante faroese Reiley, pubblicato il 19 gennaio 2023.

## Promozione
Il 19 gennaio 2023 è stata confermata la partecipazione di Reiley all'annuale Dansk Melodi Grand Prix, festival utilizzato per selezionare il rappresentante danese all'annuale Eurovision Song Contest. Breaking My Heart, il suo brano per la competizione, è stato pubblicato lo stesso giorno insieme a quelli degli altri 7 partecipanti. L'11 febbraio successivo Reiley ha preso parte all'evento, dove il voto combinato di pubblico e giuria l'ha scelto come vincitore e rappresentante nazionale all'Eurovision Song Contest 2023 a Liverpool. Nel maggio successivo si è esibito durante la seconda semifinale della manifestazione europea, senza però qualificarsi per la finale.

## Tracce
Testi e musiche di Sivert Hjeltnes Hagtvet, Hilda Stenmalm, Bård Mathias Bonsaksen e Rani Petersen.
1. Breaking My Heart – 2:43

## Classifiche
| Classifica (2023) | Posizione massima |
| ----------------- | ----------------- |
| Danimarca         | 31                |